# Powiat Tomamae
Powiat Tomamae (jap. 苫前郡 Tomamae-gun) – powiat w Japonii, w prefekturze Hokkaido, w podprefekturze Rumoi. W 2024 roku liczył 9750 mieszkańców.

## Miejscowości
- Haboro
- Shosanbetsu
- Tomamae